# Argenbühl
Argenbühl är en kommun (tyska Gemeinde) i Landkreis Ravensburg i förbundslandet Baden-Württemberg i Tyskland. Kommunen består av ortsdelarna (tyska Ortsteile) Christazhofen, Eglofs, Eisenharz, Göttlishofen, Ratzenried och Siggen.